# 督脈
督脈（とくみゃく、英: Governor Vessel(The Du Meredian), Dumaixue）は、経絡の一つ。奇経に属する体の後正中線を流れる経絡である。
国際表記はGVまたはDuと表記する。

## 流注（経絡の流れの道筋）
会陰部に起こり、脊柱にそって上り、後頭部の風府穴に至り、脳に入る。さらに頭部の正中を通り、巓（百合穴）に上り、額を循り、鼻柱に至り上歯齦に終わる。

## 督脈に所属する経穴の一覧
以下に出てくる寸、分などの尺は骨度法、同身寸法参照。

### GV1.長強（ちょうきょう）
【別名】亀尾（きび）
取穴部位：尾骨下端と肛門の間、伏臥位で取穴
要穴：督脈の絡穴
筋肉：肛門尾骨靭帯、外肛門括約筋
運動神経：陰部神経
知覚神経：陰部神経
血管：下直腸動脈（内陰部動脈の枝）
意義：長強とは陽の気を長じ（心身を養い）強壮にする穴という意味
兵法：亀尾（かめのお）

### GV2.腰兪（ようゆ）
取穴部位：仙骨裂孔の中央陥凹部、伏臥位で取穴
筋肉：浅後仙尾靭帯
知覚神経：仙骨神経後枝
血管：下殿動脈
意義：腰兪とは腰部の疾患を治す穴という意味

### GV3.腰陽関（こしようかん）
取穴部位：第4・第5腰椎棘突起間、腸骨稜との交点でヤコビ線上、伏臥位で取穴、大腸兪穴、腰眼穴と同じ高さ
筋肉：棘上靭帯、棘間靭帯、棘間筋
運動神経：脊髄神経後枝
知覚神経：腰神経後枝
血管：腰動脈背枝
意義：陽関とは陽経の脈気が出入りし、これを治すところという意味

### GV4.命門（めいもん）
【別名】竹杖（ちくじょう）
取穴部位：第2・第3腰椎棘突起間、左右の第12肋骨の先端を結んだ線と正中線の交わるところ、伏臥位で取穴、腎兪穴、志室穴と同じ高さ
筋肉：棘上靭帯、棘間靭帯、棘間筋
運動神経：脊髄神経後枝
知覚神経：腰神経後枝
血管：腰動脈背枝
意義：命門とは生命力の出入りするところで、腎と密接な関係にある穴という意味

### GV5.懸枢（けんすう）
取穴部位：第1・第2腰椎棘突起間、伏臥位で取穴、三焦兪穴、肓門穴、痞根穴と同じ高さ
筋肉：棘上靭帯、棘間靭帯、棘間筋
運動神経：脊髄神経後枝
知覚神経：腰神経後枝
血管：腰動脈背枝
意義：懸枢とは重要なところにかかる穴で、三焦と密接な関係にある穴という意味
兵法：霹靂（へきれき）

### GV6.脊中（せきちゅう）
【別名】脊柱（せきちゅう）
取穴部位：第11・第12胸椎棘突起間、座位で前屈させて取穴、脾兪穴、意舎穴と同じ高さ
筋肉：棘上靭帯、棘間靭帯
知覚神経：胸神経後枝
血管：肋間動脈背枝
意義：脊中とは背骨の中央にある穴という意味
兵法：霹靂（へきれき）

### GV7.中枢（ちゅうすう）
取穴部位：第10・第11胸椎棘突起間、胆兪穴、陽綱穴と同じ高さ
筋肉：棘上靭帯、棘間靭帯
知覚神経：胸神経後枝
血管：肋間動脈背枝
参考：WHOで督脈に所属する事が決定。以前は奇穴として扱われていた。

### GV8.筋縮（きんしゅく）
取穴部位：第9・第10胸椎棘突起間、座位で前屈させて取穴、肝兪穴、魂門穴と同じ高さ
筋肉：棘上靭帯、棘間靭帯
知覚神経：胸神経後枝
血管：肋間動脈背枝
意義：筋縮とは筋肉の縮まるところ、筋の弛緩をひきしめ、肝と関係のある穴という意味
兵法：霹靂（へきれき）

### GV9.至陽（しよう）
【別名】肺底（はいてい）
取穴部位：第7・第8胸椎棘突起間、左右の肩甲骨下角を結んだ線と正中線の交わるところ）、座位で前屈させて取穴、膈兪穴、膈関穴と同じ高さ
筋肉：棘上靭帯、棘間靭帯
知覚神経：胸神経後枝
血管：肋間動脈背枝
意義：至陽とは陽にいくところ、本穴より上を人身の陽の部といいいその陽と関係のある穴という意味
兵法：霹靂（へきれき）

### GV10.霊台（れいだい）
取穴部位：第6・第7胸椎棘突起間、座位で前屈させて取穴、督兪穴、譩譆穴と同じ高さ
筋肉：棘上靭帯、棘間靭帯
知覚神経：胸神経後枝
血管：肋間動脈背枝
意義：霊台とは心臓をのせるところという意味で、心臓と関係のある穴
兵法：三つ当り（みつあたり）

### GV11.神道（しんどう）
取穴部位：第5・第6胸椎棘突起間、左右の肩甲棘突起内端を結んだ線と正中線の交わるところ）、座位で前屈させて取穴、心兪穴、神堂穴
筋肉：棘上靭帯、棘間靭帯
知覚神経：胸神経後枝
血管：肋間動脈背枝
意義：神道とは心臓に通じるところ、心臓と関係ある穴という意味
兵法：三つ当り（みつあたり）又は殺活（さっかつ）

### GV12.身柱（しんちゅう）
【別名】塵気（ちりけ）、智利介（ちりけ）
取穴部位：第3・第4胸椎棘突起間、座位で前屈させて取穴、肺兪穴、魄戸穴と同じ高さ
筋肉：棘上靭帯、棘間靭帯
知覚神経：胸神経後枝
血管：肋間動脈背枝
意義：身柱とは人身の支柱となる大切なところにある穴という意味
兵法：三つ当り（みつあたり）
参考：「ちりけ」の解釈には二説ある。「塵気」はけがれた気を散らし、うっ滞した気を散らす効果があるという説と「智利介」は知能の利益を助ける穴と解釈し、本穴に施灸すると頭脳明瞭になるとする説がある。

### GV13.陶道（とうどう）
取穴部位：第1・第2胸椎棘突起間、座位で前屈させて取穴、肩外兪穴、大杼穴と同じ高さ
筋肉：棘上靭帯、棘間靭帯
知覚神経：胸神経後枝
血管：肋間動脈背枝
意義：陶道とは陽の脈の海（督脈のこと）として陽気の運行を発揚するところという意味。陽気が鬱積して起こる病に効果のある穴。

### GV14.大椎（だいつい）
取穴部位：第7頚椎棘突起と第1胸椎棘突起間、頭を前屈し、一番高く突出する棘突起、座位で前屈させて取穴、定喘穴、肩中兪穴と同じ高さ
筋肉：棘上靭帯、棘間靭帯、棘間筋
運動神経：脊髄神経後枝
知覚神経：頚神経後枝
血管：頚横動脈上行枝
意義：大椎とは大きな椎骨という意味で第７頸椎を指す。また、全ての陽経と交わり、陽病に用いる重要な穴という意味

### GV15.瘂門（あもん）
取穴部位：項窩の中央、後髪際を入ること5分の陥凹部、天柱穴と同じ高さ
筋肉：項靭帯、棘間筋
運動神経：脊髄神経後枝
知覚神経：頚神経後枝
血管：頚横動脈上行枝
意義：瘂門とは言語障害を主治する穴で、深部に延髄があるため、注意を要する穴という意味がある。
兵法：頚中（けいちゅう）

### GV16.風府（ふうふ）
取穴部位：外後頭隆起の下方、後髪際を入ること1寸
筋肉：項靭帯
知覚神経：大後頭神経
血管：後頭動脈、頚横動脈上行枝
意義：風府とは風邪の集まるところという意味
兵法：北極（ほっきょく）

### GV17.脳戸（のうこ）
取穴部位：外後頭隆起上際の陥凹部、百会穴の後4寸5分、玉枕穴と同じ高さ
筋肉：後頭筋
運動神経：顔面神経
知覚神経：大後頭神経
血管：後頭動脈
意義：脳戸とは脳の出入り口、脳疾患の反応点・治療点という意味
兵法：項中（こうちゅう）

### GV18.強間（きょうかん）
取穴部位：脳戸穴の上1寸5分、百会穴の後3寸、正中線上、小泉門部
筋肉：帽状腱膜
知覚神経：大後頭神経
血管：後頭動脈
意義：強間とは脳を健やかにする穴という意味

### GV19.後頂（ごちょう）
取穴部位：百会穴の後1寸5分、正中線上
筋肉：帽状腱膜
知覚神経：大後頭神経
血管：後頭動脈
意義：後頂とは前頂に対応する穴名で、百会の後ろにある穴という意味

### GV20.百会（ひゃくえ）
【別名】三陽五会（さんようごえ）
取穴部位：前髪際を入ること5寸、正中線上、脳戸穴の前4寸5分、神庭穴の後5寸、連耳線（左右の耳尖を結んだ線が正中線と交わるところ）
筋肉：帽状腱膜
知覚神経：大後頭神経、眼窩上神経、耳介側頭神経
血管：眼窩上動脈、浅側頭動脈、後頭動脈
意義：百会とは百脈（多くの経脈）が集まり合う（会う）ところという意味で、人身の陽気を整えるのに重要な穴

### GV21.前頂（ぜんちょう）
取穴部位：百会穴の前1寸5分、鼻尖を的に正中線上
筋肉：帽状腱膜
知覚神経：眼窩上神経
血管：眼窩上動脈
意義：前頂とは後頂に対応する穴名で、百会の前にある穴という意味
兵法：顚倒（てんとう）

### GV22.顖会（しんえ）
取穴部位：前髪際を入ること2寸、正中線上、百会穴の前3寸、大泉門部
筋肉：帽状腱膜
知覚神経：眼窩上神経
血管：眼窩上動脈
意義：顖会とは頭蓋部で大泉門部にあたるところにある穴という意味
兵法：天堂（てんどう）

### GV23.上星（じょうせい）
取穴部位：前髪際を入ること1寸、正中線上、顖会穴の前1寸、百会穴の前4寸、五処穴と同じ高さ
筋肉：帽状腱膜、前頭筋
運動神経：顔面神経
知覚神経：滑車上神経、眼窩上神経
血管：滑車上動脈、眼窩上動脈
意義：上星とは頭部にある重要な点という意味

### GV24.神庭（しんてい）
取穴部位：前髪際を入ること5分、正中線上、上星穴の前5分、百会穴の前4寸5分、眉衝穴、曲差穴、頭臨泣穴、本神穴、頭維穴と同じ高さ
筋肉：帽状腱膜、前頭筋
運動神経：顔面神経
知覚神経：滑車上神経、眼窩上神経
血管：滑車上動脈、眼窩上動脈
意義：神庭とは精神病を主治する穴という意味

### GV25.素髎（そりょう）
取穴部位：鼻尖の中央陥凹部
知覚神経：眼神経
血管：顔面動脈、鼻背動脈
意義：素髎とは鼻尖部にある穴という意味
兵法：鼻先（びせん）

### GV26.水溝（すいこう）
【別名】人中（にんちゅう）
取穴部位：鼻中隔の直下にあり、人中の中央、禾髎穴と同じ高さ
筋肉：口輪筋
運動神経：顔面神経
知覚神経：上顎神経
血管：上唇動脈
意義：水溝とは鼻水の流れる溝にある穴という意味
兵法：人中（じんちゅう）

### GV27.兌端（だたん）
【別名】唇上端（しんじょうたん）
取穴部位：上唇の上端正中にあり、外皮と粘膜の間
筋肉：口輪筋
運動神経：顔面神経
知覚神経：上顎神経
血管：上唇動脈
意義：兌端とは上唇中央先端で皮膚と粘膜との移行部にある穴という意味

### GV28.齦交（ぎんこう）
取穴部位：上歯齦の前面正中、上唇を反転して上唇小帯の直下
知覚神経：上顎神経
血管：前上歯槽動脈
意義：齦交とは歯肉部にあって任脈、督脈及び胃経の交わるところにある穴という意味

## 音声用督脈経穴名一覧
チョーキョー　　ヨーユ　　コシヨーカン　　メイモン　　ケンスー　　セキチュー　　チュースー　　キンシュク　　シヨー　　レイダイ　　シンドー　　シンチュー　　トードー　　ダイツイ　　アモン　　フーフ　　ノーコ　　キョーカン　　ゴチョー　　ヒャクエ　　ゼンチョー　　シンエ　　ジョーセイ　　シンテイ　　ソリョー　　スイコー　　ダタン　　ギンコー

## 犬の場合

### 後海（こうかい）
取穴部位：尾根と肛門の間の窪み

### 関後（かんご）
取穴部位：第6・第7腰椎棘突起間の窪み

### 陽関（ようかん）
取穴部位：第4・第5腰椎棘突起間の窪み

### 命門（めいもん）
取穴部位：第2・第3腰椎棘突起間の窪み

### 懸枢（けんすう）
取穴部位：第1・第2腰椎棘突起間の窪み

### 脊中（せきちゅう）
取穴部位：第12・第11胸椎棘突起間の窪み

### 中枢（ちゅうすう）
取穴部位：第10・第11胸椎棘突起間の窪み

### 筋縮（きんしゅく）
取穴部位第9・第10胸椎棘突起間の窪み

### 至陽（しよう）
取穴部位：第7・第8胸椎棘突起間の窪み

### 霊台（れいだい）
取穴部位：第6・第7胸椎棘突起間の窪み

### 神道（しんどう）
取穴部位：第5・第6胸椎棘突起間の窪み

### 身柱（しんちゅう）
取穴部位：第3・第4胸椎棘突起間の窪み

### 陶道（とうどう）
取穴部位：第1・第2胸椎棘突起間の窪み

### 大椎（だいつい）
取穴部位：第7頚椎と第1胸椎棘突起間の窪み

### 風府（ふうふ）
取穴部位：後頭骨と第1頚椎間の窪み

### 大風門（だいふうもん）
取穴部位：両耳連続線と頭部の交差点

### 山根（さんこん）
取穴部位：鼻端有毛と無毛部の境

### 水溝（すいこう）
取穴部位：鼻唇溝の上中1/3